# Pont de l'Olivar (Ulldecona)

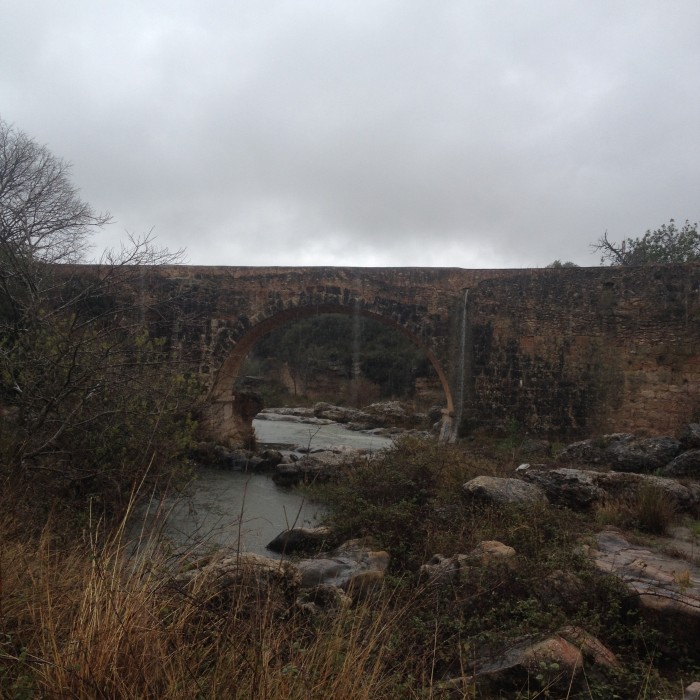
Pont de l'Olivar (Ulldecona).

El pont de l'Olivar és un pont d'Ulldecona (Montsià) inclòs a l'Inventari del Patrimoni Arquitectònic de Catalunya.

## Descripció
Pont de dos ulls que permet el camí de l'Olivar travessar el riu. L'arc que conforma l'ull gran és el que creua el riu, mentre que el petit ajuda a salvar el desnivell de la barrancada. El primer és de mig punt i el segon lleugerament apuntat, però tots dos semblen d'una mateixa etapa constructiva. L'obra és tota de carreus de pedra fins a l'alçada superior de l'arc amb blocs ben escairats, però només desbastats en el frontal. La barana és de maçoneria.

## Història
El pont rep el nom del Mas de l'Olivar, que es troba a uns 200 metres, a la banda catalana. Des d'aquí comença el GR-92 Mediterrani.